# 지롤라모 프라카스토로
지롤라모 프라카스토로(Girolamo Fracastoro, c. 1476/8 – 1553년 8월 6일)는 이탈리아 의사, 시인, 수학, 지리, 천문학 학자였다. 프라카스토로는 원자론 철학을 지지했고, 과학적 조사에서 숨겨진 원인에 호소하는 것을 거부했다. 매독 전파 방식에 관한 그의 연구는 역학의 초기 사례이다.
프라카스토로는 베니스 공화국의 베로나에서 태어났으며 파도바 에서 교육을 받았고 19세에 대학 교수 로 임명되었다. 그는 의학 분야에서 탁월한 성과를 거두었기 때문에 트렌트 공의회 에서 의사로 선출되었다. 파도바 시민들은 그의 명예를 기리기 위해 청동 동상을 세웠고, 그의 고향 도시에서는 대리석 동상으로 위대한 동포를 기렸다. 그는 고향에서 살면서 의사로 활동했다. 1546년에 그는 전염병이 직접 접촉, 간접 접촉, 심지어 장거리를 통한 접촉 없이도 감염을 전파할 수 있는 전염성 미세 입자 또는 "포자"로 인해 발생한다고 제안했다. 그의 글에서 질병의 "포자"는 살아있는 존재라기보다는 화학 물질을 지칭할 수도 있다.
그는 1546년에 출판된 전염병에 관한 논문 De Contagione et Contagiosis Morbis에서 전염성 병원체를 의미하는 라틴어 단어 fomes를 처음 사용한 것으로 보인다. "나는 옷, 린넨 등과 같이 그 자체로는 부패하지 않지만 전염병의 필수적인 씨앗을 키워 감염을 일으킬 수 있는 것들을 fomites (라틴어 fomes 는 "부싯돌"을 의미함)라고 부른다." 그의 이론은 완전히 발달된 세균 이론으로 대체되기 전까지 거의 3세기 동안 영향력을 유지했다. 그는 같은 책에서 광견병에 관해 광범위하게 기술했으며, 광견병에 걸린 개의 타액이 피부를 뚫고 들어가 전염될 수 있다고 추측했다.
매독은 프라카스토로가 1530년에 쓴 3권으로 구성된 서사시 Syphilis sive morbus gallicus ("매독 또는 프랑스 질병")에서 나온다. 이는 알키노오스 왕의 양 떼를 치는 시필루스라는 이름의 양치기 소년에 대한 이야기이다. 시필루스는 태양신 솔 파테르를 모욕했고, 그로 인해 끔찍한 질병에 시달리게 되었다. 1546년에 그의 책( De contagione, "전염에 관하여")에서 티푸스에 대한 최초의 설명도 나왔다. 프라카스토로의 작품집은 1555년에 처음으로 출간되었다.